# Juegos de la Mancomunidad de 1934
Los II Juegos de la Mancomunidad se celebraron en Londres (Inglaterra), del 4 al 11 de agosto de 1934, bajo la denominación Juegos del Imperio Británico de Londres 1934.

Participaron un total de 500 deportistas representantes de 16 países miembros de la Mancomunidad de Naciones. El total de competiciones fue de 68 repartidas en 6 deportes.

## Historia
Los miembros que participaron por primera vez fueron Hong Kong, India, Jamaica, Rodesia (hoy Zimbabue) y Trinidad y Tobago. Además ésta fue la última vez que Terranova participó en los Juegos de forma independiente, en las ediciones posteriores lo haría perteneciendo a Canadá. Se añadió una nueva disciplina deportiva (lucha), y por primera vez en los Juegos se programaron pruebas atléticas para mujeres, pero solo en distancias cortas.
Inicialmente los Juegos iban a tener lugar en Sudáfrica, pero para evitar controversias políticas debido al régimen de apartheid, finalmente se celebraron en la capital inglesa.

## Medallero
| Núm. | País              | Oro | Plata | Bronce | Total |
| ---- | ----------------- | --- | ----- | ------ | ----- |
| 1    | Inglaterra        | 29  | 19    | 24     | 72    |
| 2    | Canadá            | 17  | 25    | 9      | 51    |
| 3    | Australia         | 8   | 4     | 2      | 14    |
| 4    | Sudáfrica         | 7   | 10    | 5      | 22    |
| 5    | Escocia           | 5   | 4     | 17     | 26    |
| 6    | Nueva Zelanda     | 1   | 0     | 2      | 3     |
| 7    | Guyana Británica  | 1   | 0     | 0      | 1     |
| 8    | Gales             | 0   | 3     | 3      | 6     |
| 9    | Rodesia           | 0   | 0     | 2      | 2     |
| 10   | Irlanda del Norte | 0   | 1     | 2      | 3     |
| 11   | Jamaica           | 0   | 1     | 1      | 2     |
| 12   | India             | 0   | 0     | 1      | 1     |
|      | TOTAL             | 68  | 67    | 68     | 203   |

| Predecesor: Hamilton 1930 | II Juegos de la Mancomunidad 1934 | Sucesor: Sídney 1938 |